# سیارک ۲۲۰۶۳
سیارک ۲۲۰۶۳ (به انگلیسی: 22063 Dansealey، نامگذاری:2000AO99) بیست و دو هزار و شصت و سومین سیارک کشف شده‌است که در ۵ ژانویه ۲۰۰۰ کشف شد.
قدر مطلق سیارک برابر ۱۴.۸ است.